# Efecto Sean McVay

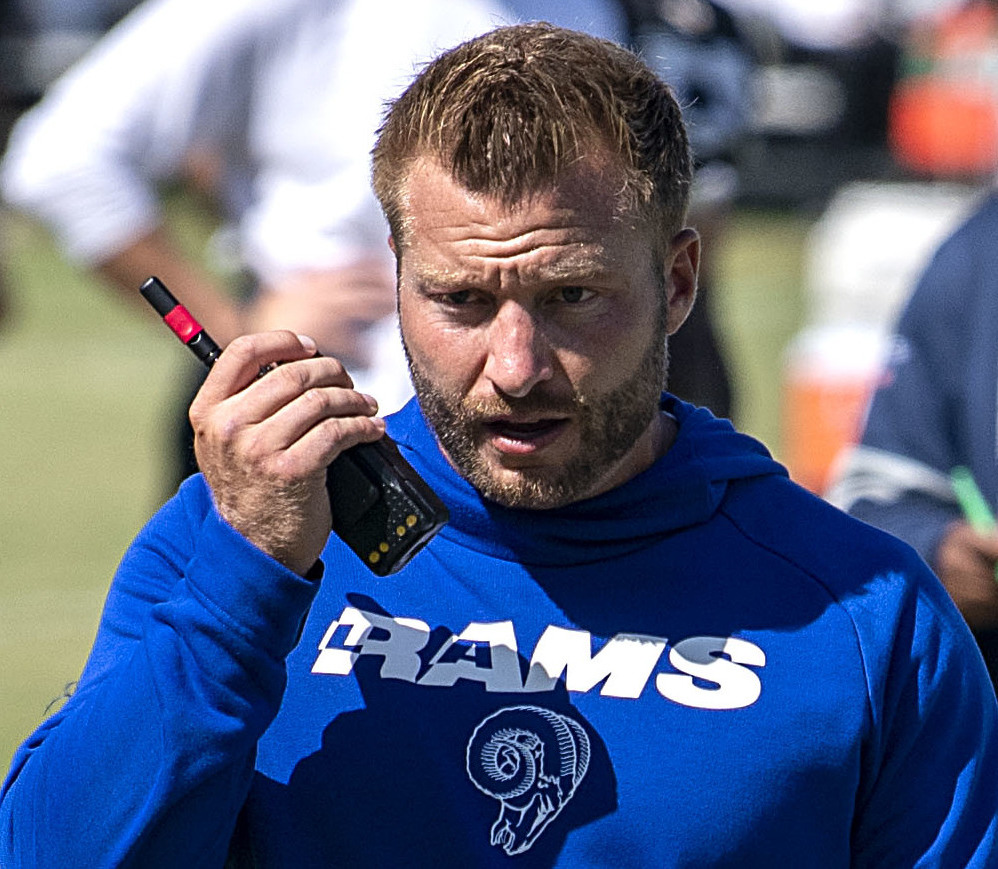
El entrenador en jefe de Los Angeles Rams, Sean McVay, es el homónimo del término.

El efecto Sean McVay es un término utilizado para describir una tendencia que comenzó en 2018 en la Liga Nacional de Fútbol Americano (NFL) respecto a la contratación de entrenadores en jefe jóvenes de carácter ofensivo, pero que luego se ampliaría para describir la tendencia de contratar entrenadores en jefe jóvenes en general. El nombre que origen a este efecto proviene del entrenador en jefe de Los Angeles Rams, Sean McVay, quien cuando fue contratado a los 30 años en 2017, se convirtió en el entrenador en jefe más joven de la NFL en la era del Super Bowl (1966-presente). McVay cambió rápidamente la cultura de la organización y convirtió a los Rams en la ofensiva con mayor puntuación de la liga, lo que resultó en que el equipo se convirtiera en un contendiente perenne al título y eventual campeón en el Super Bowl LVI . A la luz del rápido éxito de McVay, los equipos de la NFL comenzaron a contratar cada vez más entrenadores en jefe relativamente más jóvenes.

## Trasfondo

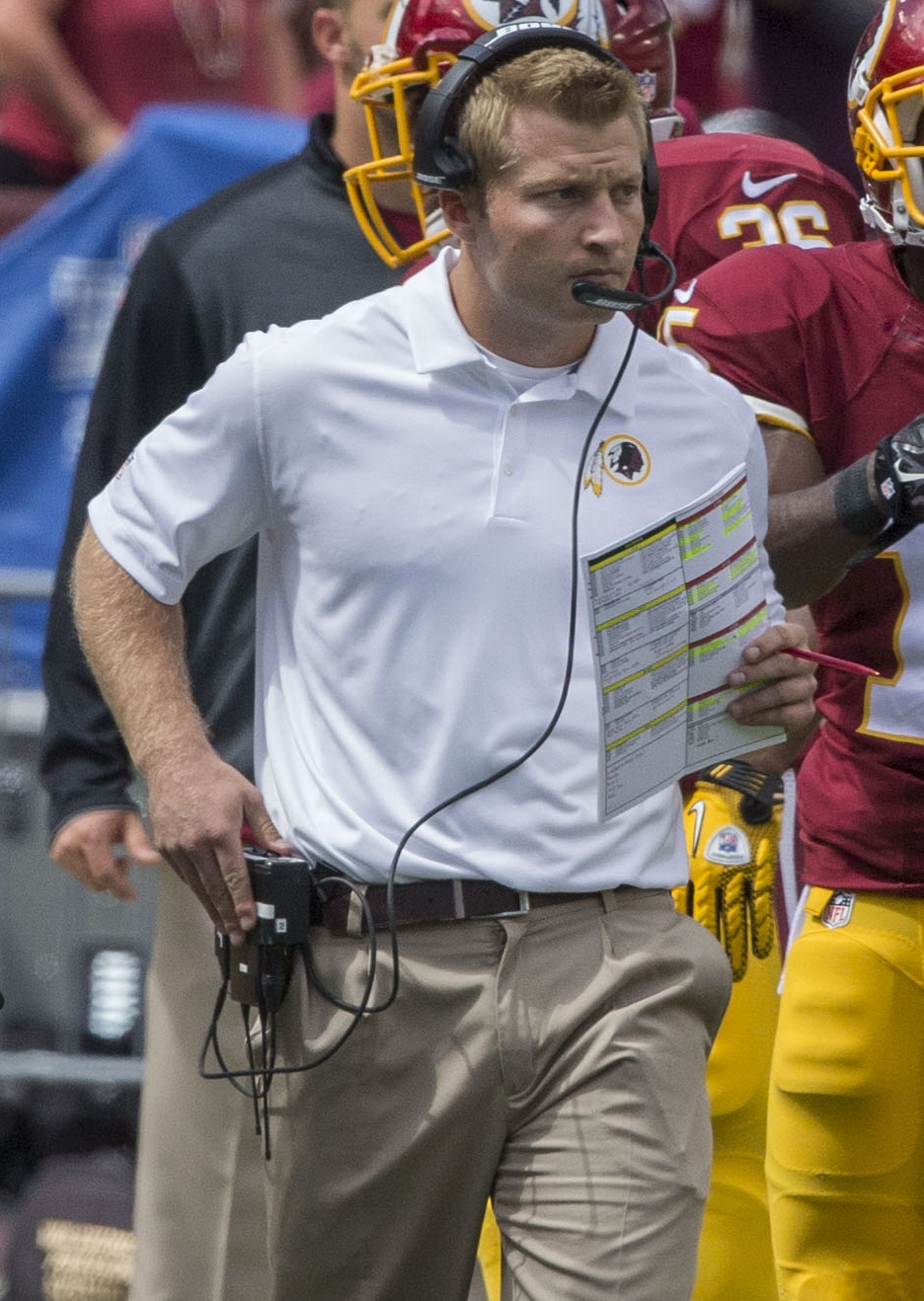
McVay con los Washington Redskins en 2014

El 12 de enero de 2017, Los Angeles Rams contrataron al coordinador ofensivo de Washington, Sean McVay, quien entonces tenía 30 años, como su entrenador en jefe. Comenzó su carrera en la NFL en 2010 como entrenador asistente de tight ends de Washington antes de ascender hasta convertirse en su coordinador ofensivo, cargo que ocupó durante tres años. Su contratación por los Rams convirtió a McVay en el entrenador en jefe más joven de la NFL desde 1938, cuando Art Lewis se convirtió en entrenador de los Cleveland Rams a los 27 años. Antes de la contratación de McVay, los cuatro entrenadores principales más jóvenes contratados en la era del Super Bowl (1966-presente) – Lane Kiffin, Raheem Morris, Dave Shula y Josh McDaniels – tenían un récord combinado de victorias y derrotas de 52-115 antes de ser despedidos por sus respectivos equipos.
McVay se hizo cargo de un equipo de los Rams que terminó la temporada 2016 último en puntos, yardas totales y primeros downs, y que luego fue calificado como la segunda peor ofensiva de la década de 2010. Bajo el nuevo liderazgo de McVay, los Rams lideraron la liga en ofensiva total en 2017, convirtiéndose en el primer equipo en la era del Super Bowl en pasar del último al primer lugar en ofensiva total en una sola temporada. Además de la perspicacia de McVay como entrenador, muchos destacaron cómo fue capaz de cambiar la cultura de la organización con su voluntad de interactuar con los jugadores y asumir la responsabilidad de sus propias deficiencias. Los Rams llegarían a los playoffs en la primera temporada de McVay, poniendo fin a una sequía de postemporada de doce años para la franquicia. McVay recibió el reconocimiento de la liga y los medios por cambiar la suerte del equipo, y al concluir la temporada se convirtió en la persona más joven en ganar el premio Entrenador del Año de la NFL de Associated Press.

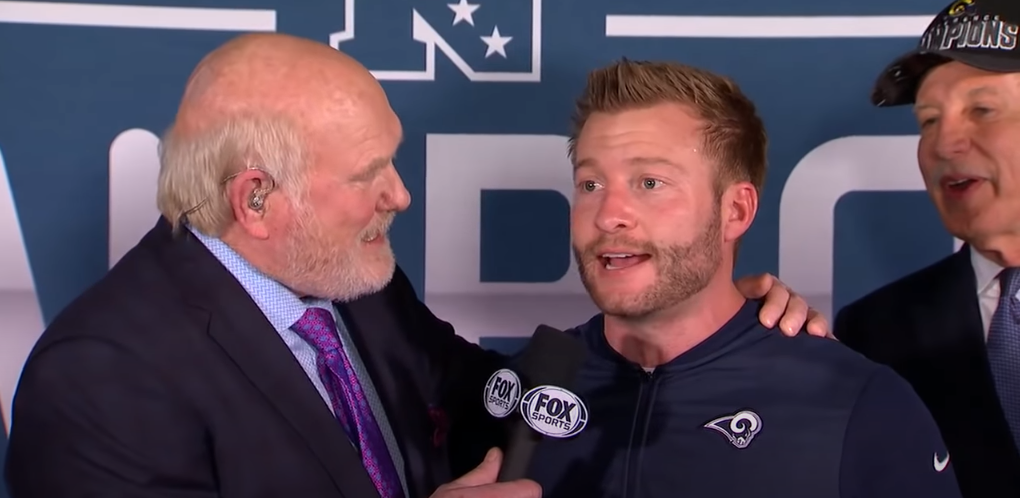
McVay siendo entrevistado por el analista deportivo de televisión Terry Bradshaw (izquierda) después de que los LA Rams ganaran el Campeonato de la NFC 2018

La siguiente temporada, la segunda de McVay con el equipo, los Rams regresaron a los playoffs y ganaron el Campeonato de la NFC de 2018 contra los New Orleans Saints . Con 33 años McVay se convirtió en el entrenador en jefe más joven en llevar a su equipo al Super Bowl. Los Rams finalmente perdieron el Super Bowl LIII ante los New England Patriots.

## Tendencias de contratación de coaches después de McVay
Después de la rápida recuperación de los Rams gracias a McVay, muchos equipos de la NFL buscaron replicar la estrategia de contratar a un entrenador jefe joven que se especializara en estrategia ofensiva. El periodista Mark Maske del Washington Post acuñó el término "efecto Sean McVay" en la temporada baja de 2018, después del primer año de McVay como entrenador en jefe, en referencia al hecho de que se esperaba que tanto el coordinador ofensivo de los Kansas City Chiefs, Matt Nagy (39 años), como el entrenador de quarterbacks de los Philadelphia Eagles, John DeFilippo (39 años), recibieran entrevistas como entrenadores en jefe. Maske citó el éxito instantáneo de McVay en su temporada de debut como la razón por la que la pareja estaba recibiendo serias consideraciones, y afirmó que los dos habrían tenido que esperar años por tales oportunidades bajo las circunstancias anteriores. Nagy pronto sería contratado como entrenador en jefe de los Chicago Bears.
A raíz del continuo éxito de los Rams durante el segundo año de McVay, la temporada baja posterior de 2019 tuvo varias contrataciones más en el estilo de McVay, con Matt LaFleur (de 39 años), Kliff Kingsbury (39 años), Adam Gase (40 años), Freddie Kitchens (44 años) y Zac Taylor (35 años) convirtiéndose en los entrenadores en jefe de diferentes equipos. Muchos de estos entrenadores fueron contratados debido a sus conexiones con McVay; LaFleur había trabajado anteriormente como coordinador ofensivo de McVay, Taylor fue entrenador de wide receivers y entrenador de quarterbacks de McVay, mientras que Kingsbury fue inicialmente publicitado como "amigo del entrenador de los Rams, Sean McVay" tras el anuncio de su contratación. Un mes después de que comenzara la temporada 2019, el periodista deportivo Bill Barnwell bromeó diciendo que "cualquiera que haya usado una camiseta polo cerca de McVay ahora es un entrenador en jefe de la NFL", mientras que el propio Taylor mencionó de manera similar años después que "creo que el chiste es que si alguna vez tomaste una taza de café con Sean McVay, entonces serás un entrenador en jefe en la NFL".
La tendencia de contratar entrenadores más jóvenes con experiencia ofensiva ha continuado, y algunos de estos entrenadores contratados han trabajado con McVay en el pasado. Kevin O'Connell (36 años) vino directamente del árbol de entrenadores de McVay como coordinador ofensivo de los Rams antes de convertirse en entrenador en jefe de los Minnesota Vikings. Si bien Mike McDaniel (38 años) no trabajó bajo las órdenes de McVay antes de ser contratado como entrenador en jefe de los Miami Dolphins, fue parte del cuerpo técnico de Washington de 2011 a 2013 junto a McVay, LaFleur y Kyle Shanahan, otro entrenador en jefe relativamente joven con mentalidad ofensiva que fue contratado a la edad de 37 años por los San Francisco 49ers menos de un mes después de que McVay fuera contratado por los Rams.
Con el tiempo, este movimiento también se asociaría a la contratación de entrenadores relativamente más jóvenes que también se centraron en la estrategia defensiva. Brandon Staley (38) fue contratado en la temporada baja de 2021 como entrenador en jefe de Los Ángeles Chargers después de pasar una temporada como coordinador defensivo de McVay en los Rams. Al ser contratado, Staley fue promocionado como "el Sean McVay de la defensa", ya que también era una "mente joven y brillante que lo ve todo y que puede comunicarse con la gente".
Además, varios de los asistentes de nivel inferior de McVay fueron contratados regularmente para puestos de coordinadores ofensivos, defensivos o de equipos especiales en otros equipos, incluidos Shane Waldron, Joe Barry, Ejiro Evero, Wes Phillips, Dwayne Stukes y Matt Daniels. Según se informa, el que fuera quarterback de los Seattle Seahawks, Russell Wilson, estaba a favor de contratar a Waldron, quien entonces era el coordinador del juego aéreo de los Rams, como coordinador ofensivo de los Seahawks debido a su experiencia en el cuerpo técnico de McVay y su familiaridad con el sistema ofensivo de McVay. Waldron también fue considerado previamente para el puesto de entrenador en jefe de los Cincinnati Bengals, que finalmente recayó en Taylor.

## Las contrataciones de entrenadores principales se atribuyen al "efecto Sean McVay"
| Nombre            | Edad | Temporada | Equipo              | Refs   |
| ----------------- | ---- | --------- | ------------------- | ------ |
| Matt Nagy         | 39   | 2018      | Chicago Bears       | [ 13 ] |
| Matt LaFleur      | 39   | 2019      | Green Bay Packers   | [ 14 ] |
| Kliff Kingsbury   | 39   | 2019      | Arizona Cardinals   | [ 14 ] |
| Adam Gase         | 40   | 2019      | New York Jets       | [ 14 ] |
| Freddie Kitchens  | 44   | 2019      | Cleveland Browns    | [ 14 ] |
| Zac Taylor        | 35   | 2019      | Cincinnati Bengals  | [ 14 ] |
| Matt Rhule        | 44   | 2020      | Carolina Panthers   | [ 28 ] |
| Joe Judge         | 38   | 2020      | New York Giants     | [ 28 ] |
| Kevin Stefanski   | 37   | 2020      | Cleveland Browns    | [ 29 ] |
| Arthur Smith      | 38   | 2021      | Atlanta Falcons     | [ 30 ] |
| Nick Sirianni     | 39   | 2021      | Philadelphia Eagles | [ 31 ] |
| Nathaniel Hackett | 42   | 2022      | Denver Broncos      | [ 32 ] |
| Brian Daboll      | 46   | 2022      | New York Giants     | [ 33 ] |
| Mike McDaniel     | 38   | 2022      | Miami Dolphins      | [ 33 ] |
| Kevin O'Connell   | 36   | 2022      | Minnesota Vikings   | [ 33 ] |
| Shane Steichen    | 37   | 2023      | Indianapolis Colts  | [ 23 ] |
| Brian Callahan    | 39   | 2024      | Tennessee Titans    | [ 34 ] |
| Dave Canales      | 42   | 2024      | Carolina Panthers   | [ 35 ] |

| Nombre          | Edad | Temporada | Equipo               | Refs   |
| --------------- | ---- | --------- | -------------------- | ------ |
| Brandon Staley  | 38   | 2021      | Los Angeles Chargers | [ 25 ] |
| DeMeco Ryans    | 38   | 2023      | Houston Texans       | [ 23 ] |
| Jonathan Gannon | 40   | 2023      | Arizona Cardinals    | [ 23 ] |
| Jerod Mayo      | 37   | 2024      | New England Patriots | [ 36 ] |
| Raheem Morris   | 47   | 2024      | Atlanta Falcons      | [ 35 ] |
| Mike Macdonald  | 36   | 2024      | Seattle Seahawks     | [ 37 ] |

## Impacto

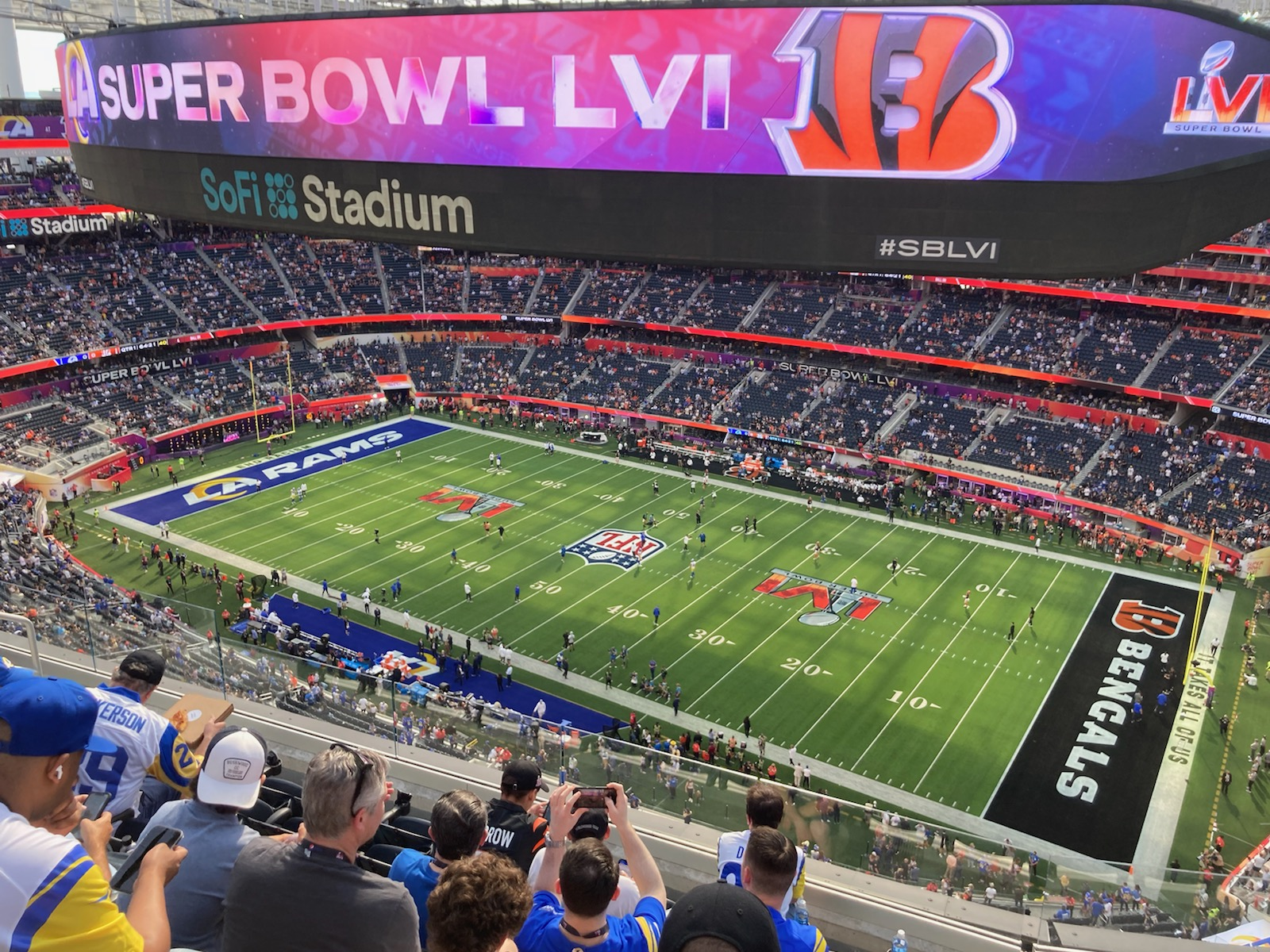
El Super Bowl LVI contó con los Rams de Sean McVay contra los Bengals de Zac Taylor en el enfrentamiento entre entrenadores en jefe más joven en la historia del Super Bowl.

Sean McVay y el entrenador en jefe de los Cincinnati Bengals, Zac Taylor, de 36 y 38 años, respectivamente, se enfrentaron en el Super Bowl LVI el 13 de febrero de 2022. Fue la segunda aparición de McVay en el Super Bowl y la primera de Taylor como entrenador en jefe, aunque Taylor estaba en el cuerpo técnico de los Rams durante la aparición anterior de McVay. Con McVay y Taylor combinando una edad de 74 años, marcó el enfrentamiento entre entrenadores en jefe más joven en la historia del Super Bowl. Los Rams derrotarían a los Bengals por un marcador de 23-20, lo que convirtió a McVay en el entrenador en jefe más joven en ganar un Super Bowl.
Durante las décadas previas a que McVay se uniera a los Rams, contratar entrenadores en jefe de la NFL más jóvenes era algo poco común, ya que entre 1990 y 2016 se contrataron veintidós entrenadores en jefe de 40 años o menos. Por el contrario, quince entrenadores principales diferentes en el mismo grupo de edad fueron contratados desde 2017, el año en que McVay fue contratado, hasta 2022, el año después de que ganó el Super Bowl. Solo el 11% de las vacantes de entrenador principal fueron cubiertas por alguien de 40 años o menos en los cinco ciclos de contratación anteriores a la contratación de McVay. Esta tasa se triplicó efectivamente en los cinco ciclos de contratación después de que McVay se convirtiera en entrenador en jefe de los Rams, y los entrenadores menores de 40 años representaron el 35% de las contrataciones. Como resultado, la edad promedio de los entrenadores principales de la NFL disminuiría de 53,4 a 48,5 años entre 2016 y 2021.
Algunos han señalado que este cambio de contratación de entrenadores más jóvenes y ofensivos se ha producido a expensas de entrenadores mayores y entrenadores que se especializaron en estrategia defensiva. Tres cuartas partes de los puestos disponibles para entrenadores principales fueron otorgados a entrenadores ofensivos entre 2017 y 2019. Al final de ese período, solo 10 de los 32 entrenadores de la NFL tenían experiencia defensiva.
Otros han señalado que esta tendencia ha hecho poco para apoyar la contratación de candidatos pertenecientes a minorías étnicas, un problema constante en la NFL. Durante la temporada baja de 2019, cuando contrataron a Taylor y Matt LaFleur, solo uno de los ocho puestos vacantes de entrenador en jefe fue para un entrenador afroamericano. Stephen Holder de The Athletic informó que en la temporada 2021, hubo más ex asistentes de McVay en puestos de alto nivel que entrenadores en jefe afroamericanos. Esto también se ha atribuido a la falta de minorías en los equipos de entrenadores ofensivos, ya que el 86% de los coordinadores ofensivos entre 1999 y 2021 han sido caucásicos.